# Janča
Janča, település Szerbiában, a Raskai körzet Novi Pazar-i községében.

## Népesség
A lakosok száma 
- 1948-ban 748, 1953-ban 802, 1961-ben 738, 1971-ben 629, 1981-ben 552, 1991-ben 461, 2002-ben 332, melyből 198 bosnyák (59,63%), 130 szerb (39,15%), 2 jugoszláv, 1 muzulmán és 1 ismeretlen.